# رافینیا (بازیکن فوتبال، زاده ۱۹۸۵)
مائوریسیو رافائل فریرا د سوزا (پرتغالی: Márcio Rafael Ferreira de Souza؛ زادهٔ ۷ سپتامبر ۱۹۸۵) که عموماً با نام رافینیا شناخته می‌شود، بازیکن فوتبال حرفه‌ای اهل برزیل است که در پست دفاع راست برای گرمیو بازی می‌کند. او همچنین ۴ بار برای تیم ملی فوتبال برزیل به میدان رفته‌است.
.
رافینیا در تیم‌های فوتبال کوریتیبا، شالکه ۰۴، جنوآ، بایرن مونیخ، فلامینگو، المپیاکوس سابقهٔ حضور دارد.

## افتخارات

### باشگاهی
بایرن مونیخ
- بوندس‌لیگا: ۱۳–۲۰۱۲، ۱۴–۲۰۱۳، ۱۵–۲۰۱۴، ۱۶–۲۰۱۵، ۱۷–۲۰۱۶، ۱۸–۲۰۱۷، ۱۹–۲۰۱۸
- جام حذفی فوتبال آلمان: ۱۳–۲۰۱۲، ۱۴–۲۰۱۳، ۱۶–۲۰۱۵
- سوپر جام فوتبال آلمان: ۲۰۱۲، ۲۰۱۶، ۲۰۱۷، ۲۰۱۸
- لیگ قهرمانان اروپا: ۱۳–۲۰۱۲
- سوپرجام اروپا: ۲۰۱۳
- جام باشگاه‌های فوتبال جهان: ۲۰۱۳

فلامینگو
- سری آ برزیل: ۲۰۱۹
- جام لیبرتادورس: ۲۰۱۹
- جام باشگاه‌های فوتبال جهان نایب قهرمان: ۲۰۱۹[۴]

المپیاکوس
- جام حذفی فوتبال یونان: ۲۰۲۰